# Origin (Evanescence demoalbum)
Origin är det första och enda demoalbumet av det amerikanska rockbandet Evanescence, utgivet den 4 november 2000 genom Bigwig Enterprises. Albumet begränsades till 2 500 exemplar på grund av rättighetsproblem när bandet skrev på skivkontrakt med Wind-Up Records. Falska kopior har dock dykt upp på senare tid på eBay där de sålts för omkring 300 amerikanska dollar. Origin innehåller de tidigare versionerna av låtarna "My Immortal", "Imaginary" och "Whisper", som senare kom att spelas in på nytt för debutalbumet Fallen (2003).

## Låtlista
1. "Origin" (intro) (Lee, Moody) – 0:35
2. "Whisper" (Origin version) (Lee, Moody) – 3:56
3. "Imaginary" (Origin version) (Lee, Moody) – 3:31
4. "My Immortal" (Origin version) (Lee, Moody) – 4:26
5. "Where Will You Go" (Origin version) (Lee, Moody) – 3:47
6. "Field of Innocence" (Lee, Moody, Hodges) – 5:13
7. "Even in Death" (Lee, Moody, Hodges) – 4:09
8. "Anywhere" (Lee, Moody, Hodges) – 6:03
9. "Lies" (Lee, Moody) – 3:49
10. "Away from Me" (Lee, Moody, Hodges) – 3:30
11. "Eternal" (Instrumental) (Moody, Hodges) – 7:22

## Medverkande
Evanescence
- Amy Lee – sång
- Ben Moody – gitarr, bas, trummor, ljudtekniker
- David Hodges – piano/keyboard, sång

Övriga musiker
- Will Boyd – bas på "Away from Me"
- Bruce Fitzhugh (Living Sacrifice) & Stephanie Pierce – sång på "Lies"
- Suvi Petrajajrvi, Sara Moore, Catherine Harris & Samantha Strong – kvinnlig sångensemble på "Field of Innocence"

Produktion
- Brad Caviness – exekutiv producent
- Rocky Gray – skivomslag
- Adrian James – skivomslag (förpackningsdesign)